# 腫瘤電場治療
腫瘤電場治療（英語︰tumor-treating fields，TTFields），是一種新的癌症治療模式，透過輸出低強度、中等頻率、交變的電場至癌細胞，從而干擾癌細胞的分裂過程，造成抗癌的效果。與其他癌症治療方式不同，TTFields主要是運用物理原理來發揮療效。
目前TTFields的臨床應用需要用上特定的醫療儀器，在所針對的部位外周的皮膚佩戴釋放電場的裝置。TTFields屬於全新的抗癌技術，已得到美國食品藥品監督管理局（FDA）核准，並得到歐洲合格（CE）認證。TTFields這項技術亦在近年引入至日本、香港等地。

## 運作原理
TTFields的抗癌方式屬於物理性，主要針對細胞有絲分裂的過程。
很多有絲分裂中關鍵的高分子和細胞器（如微管蛋白）都帶有極性，它們需要隨機地運動才能正常運作。一旦處於交變的電場，這些高分子和細胞器會依據外部施加的電場方向平行地排列，導致分裂中期至後期的過程無法正常進行。正常細胞的有絲分裂和癌細胞的有絲分裂在電場頻率上不一樣，因此TTFields的技術能通過調校電場頻率來選擇性地抑制癌細胞的有絲分裂。
同時間在有絲分裂的後期，不均勻的交變電場會令大部分電場聚集於連接兩個子細胞的分裂溝，這個介電泳（dielectrophoresis）現象會把帶極性的高分子和細胞器拉向分裂溝處，甚至令高分子和細胞器外排出細胞外。透過此原理，TTFields能破壞及干擾子細胞內部結構的形成和功能發揮，最終破壞細胞。

### 與其他抗癌治療比較
跟抗癌化學治療（化療）類同，TTFields的電場都只對分裂較快的癌細胞起作用。但相對TTFields的遞送是局部的，只會對佩戴裝置的部位發揮抗癌效果，而非如化療般抗癌作用遊走全身，因此能將全身性不良反應的風險降至最低。此外，TTFields並不如化療藥物般有半衰期，只要一直佩戴裝置，抗癌效果便能一直維持。
原理上，TTFields與紫杉醇類的化學藥物都有破壞微管蛋白功能的作用，不過兩者的作用時間點不盡相同。基於此，TTFields臨床上可與化療藥物一併使用︰研究亦顯示TTFields配合替莫唑胺（temozolomide）作為膠質母細胞瘤的維持治療會比單用替莫唑胺有效。
放射治療在華人社會又會被稱作「電療」，但放射治療的實質作用並非如TTFields般依靠電場。放射治療是利用高能量的放射線（X光）直接傷害細胞，破壞癌細胞中的染色體，從而誘發細胞死亡。TTFields亦可與放射治療併用︰在膠質母細胞瘤的臨床研究中，TTFields與替莫唑胺的組合治療是在完成放射治療後開始；而TTFields與放射治療同時併用的療效和安全性亦正在研究中。

## 醫療用途
TTFields的抗癌治療目前能透過特定的醫療儀器進行，適用於新確診或復發性的膠質母細胞瘤（glioblastoma）。另外，美國在2019年亦批准TTFields用於惡性胸膜間皮瘤。用於其他癌症如卵巢癌、胰臟癌、肺癌、肺癌腦轉移的療效和安全性亦正在試驗中。

### 膠質母細胞瘤
一項名為EF-14的臨床試驗驗證了TTFields用於膠質母細胞瘤的療效，結果顯示TTFields配合口服化療藥物替莫唑胺比起單用替莫唑胺能顯著減低死亡風險，而TTFields亦提高了患者的5年存活率超過1倍。
對於接受過TTFields與替莫唑胺聯合治療的膠質母細胞瘤患者，在首次復發後繼續使用TTFields是可行的。配合替莫唑胺以外的治療藥物（如貝伐珠單抗［bevacizumab］或其他化療藥物），持續使用TTFields比起單用化療能顯著減低死亡風險。

### 惡性胸膜間皮瘤
建基於一項2003年出版的試驗，培美曲塞（pemetrexed）於2004年獲美國FDA核准作惡性胸膜間皮瘤的治療藥物。自此，包括培美曲塞的化療組合成為了惡性胸膜間皮瘤的標準治療，此情況一直維持達15年而未有更新的治療面世。
於2019年，美國FDA批准TTFields用於惡性胸膜間皮瘤，可算是治療這種癌症方面的一大突破。目前一項名為STELLAR的第II期臨床試驗顯示TTFields可配合含培美曲塞的化療組合醫治不適合切除的惡性胸膜間皮瘤，能夠作為患者的第一線治療。於STELLAR中，用上TTFields、培美曲塞和鉑類化療組合的患者平均存活超過1年半。至於加用TTFields抗癌治療對患者生存率的療效還需待第III期臨床試驗去驗證。